# Marco Cornelio Frontón
Marco Cornelio Frontón (en latín, Marcus Cornelius Fronto; c. 95-c. 167) fue un senador romano,  gramático, retórico, epistológrafo y abogado romano de la etapa altoimperial. Aunque también llegó al consulado, se le conoce principalmente por haber sido maestro y amigo personal del emperador Marco Aurelio. La correspondencia que mantuvo con él y con otros personajes próximos a la familia imperial es una de las fuentes principales que se conservan del final del periodo de los Antoninos.

## Biografía
Frontón nació entre los años 90 y 110 el seno de una familia de colonos romanos de Cirta (después Constantina), en Numidia, por lo que se llamaba a sí mismo el «africano». Es probable que pasase algún tiempo en Alejandría, importante centro de estudios en la época, antes de que su padre, Tito Cornelio, lo enviara a Roma, seguramente en compañía de su hermano pequeño Quinto Cornelio Quadrato, durante el reinado de Adriano. Su familia debía ser influyente, porque en la década de 120 ambos hermanos eran ya miembros del Senado, y Frontón además pasó de cuestor de Sicilia a pretor. Quinto Cornelio Cuadrato a su vez llegó a ser nombrado gobernador de Numidia sobre el año 142 y cónsul sufecto (consul suffectus o sustituto) en 147. Frontón comenzó a ejercer la abogacía ya antes de la muerte de Adriano, como refleja Dion Casio (Hist. Rom., 79.18) en un pasaje que se refiere probablemente al año 136.
Pronto creció su prestigio como abogado y orador, hasta ser considerado solo inferior a Cicerón. Reunió una gran fortuna, erigió magníficas edificaciones y compró los famosos jardines de Mecenas.
Es posible que, ya en esta época, la reputación que había adquirido hiciera que se fijaran en él los tutores de Marco Aurelio, pero tras la adopción formal y ser este designado como heredero por Antonino Pío en 138, las primeras cartas de Frontón (que se datan con gran probabilidad en el año 139) ya recogen los consejos y felicitaciones de Frontón por los progresos de Marco en sus estudios. El método de Frontón consistía en encargar a sus alumnos ejercicios literarios consistentes en comentarios sobre temas variados, normalmente históricos, mezclados con discusiones sobre cuestiones filosóficas o, siguiendo a Cicerón, con ensayos sobre la política y la legislación romana. Instruía también en el empleo de un latín lo más estilizado posible siguiendo unos gustos que, en el caso de Frontón, se remiten a los grandes autores de la época republicana, en una reacción consciente contra el «purismo» de autores como Cicerón o Séneca. Marco compartía las preferencias de Frontón, una tendencia al arcaísmo extendida en el siglo II, y así prefería los poemas de Nevio, Plauto o Ennio a los del mismo Horacio.
Esta relación maestro-discípulo continuó por lo menos con la misma intensidad hasta el año 145, cuando Marco Aurelio contrajo matrimonio con Faustina la Menor. Al final de su vida, el emperador dejó constancia en las Meditaciones de la deuda contraída con su maestro:

De Frontón, el haberme puesto a considerar cómo es envidioso, voluble e hipócrita el poder del tirano, y que por lo general los que entre nosotros son llamados «eupátridas» están en cierto sentido carentes de sentimientos.
Marco Aurelio. Meditaciones, 1.11.

A pesar de que no ambicionaba cargos oficiales, fue nombrado cónsul sufecto durante los meses de julio y agosto de 142, un año antes de que Herodes Ático fuera cónsul epónimo. Herodes Ático, también maestro y amigo de Marco Aurelio y de Vero, por entonces sostenía un litigio testamentario con los atenienses, quienes eligieron a Frontón para que los representara ante los tribunales romanos, por lo que Frontón tuvo que atender los insistentes ruegos del entonces césar de no ser excesivamente duro con él. Más tarde, a finales de la década del 150 rechazó el proconsulado de Asia por problemas de salud.
La esposa de Frontón, Cratia, era probablemente de origen griego, y con ella tuvo cinco hijas de las que solo sobrevivió la primera, también llamada Cratia, que nació hacia el año 142 y vivió hasta cerca de los sesenta años. Cratia, al igual que Frontón, mantenía íntima amistad con la madre de Marco Aurelio, Domicia Lucila, además de una afinidad intelectual que les llevaba a intercambiarse alusiones a autores clásicos como Homero, Eurípides o Hesíodo. En sus cartas, como la que le envió en 142 con motivo de su aniversario, Frontón se dirigía a Domicia en griego. Cratia murió en 165 o 166 poco antes de cumplir cincuenta años. Cratia minor se casó con Gayo Aufidio Victorino, también compañero de Marco Aurelio como discípulo de Frontón y cónsul sufecto el año 155. Nada más llegar al poder el emperador confió a Aufidio la vigilancia de la frontera de Recia y el gobierno de Germania Superior, cargo que conservó hasta el año 165 o 166 en que asumió el cargo en la provincia de África. Bajo Cómodo ocupó el consulado en 183 y el cargo de prefecto de Roma, pero se suicidó poco después debido a la persecución a que lo sometieron los partidarios del nuevo emperador. De los hijos de Cratia y Aufidio solo dos llegaron a la edad adulta: Marco Aufidio Frontón, nacido c. 160 y cónsul en 199, y Gayo Aufidio Victorino, un año menor que su hermano y cónsul en 200. Frontón deja de Aufidio un retrato muy favorable y se conserva su reflexión por la pena que sobrellevó ante el fallecimiento de uno de sus hijos pequeños, «Decimanus» alrededor del año 165, cuando debía tener unos tres años.
A finales del año 166 se tiene noticia de Frontón recibiendo afectuosamente en Roma a Lucio Vero, que regresaba de su campaña en Media por la que durante un tiempo tanto él como Marco Aurelio recibieron el cognomen de «Médico». Se desconoce la fecha exacta de su muerte aunque, enfermo y amargado por la muerte de su esposa y cuatro de sus hijas, debió fallecer no mucho después del año 167.

## Obra
Sus talentos como orador y retórico fueron muy admirados por sus contemporáneos, algunos de los cuales formaron una escuela llamada en su honor Frontoniani, cuyo propósito era restaurar la antigua pureza y simplicidad de la lengua latina en lugar de las exageraciones de la escuela sofista griega, o de las artificialidades de los autores del siglo I, como Séneca.
Los autores de la era Julio-Claudia (s. I d. C. ) fueron muy menospreciados, mientras que a Catón el Viejo, Ennio, Lucrecio Plauto, Laberio o Salustio se les tuvo como modelos a ser imitados.
A Frontón, citado por Aulo Gelio en sus Noches Áticas, se debe el primer ejemplo conservado de la utilización del término «clásico» para referirse a los mejores autores del pasado (Aulo Gelio, Noches Áticas, 19.8.5).
Hasta 1815, los únicos trabajos existentes atribuidos erróneamente a Frontón eran dos tratados gramaticales, De nominum verborumque differentiis y Exempla elocutionum (este último perteneciente a Arusiano Mesio).

## Correspondencia

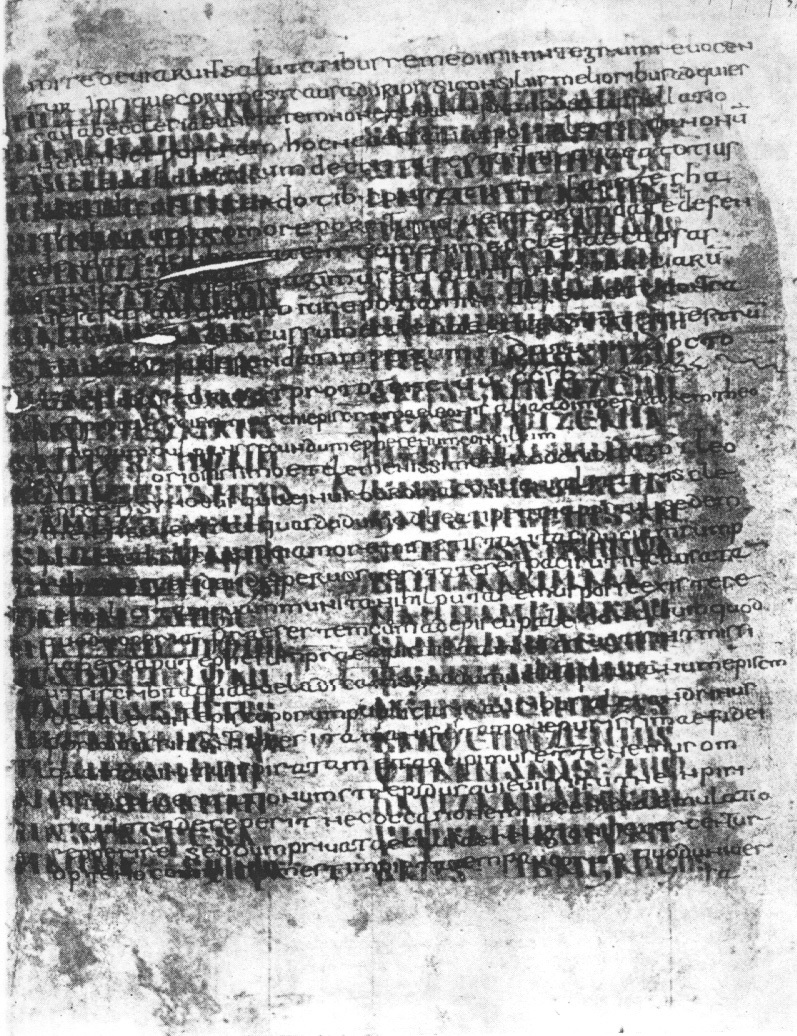
Fragmento del códice Vaticanus Latinus 5750, encontrado por Angelo Mai en 1819, que contiene, entre otros textos, algunas de las cartas de Frontón.

Las cartas de Frontón fueron compiladas ya en la Antigüedad por lo menos en un manuscrito sobre pergamino que data de finales del siglo V. Posteriormente, alrededor del año 700, el códice fue reutilizado para la copia de las actas del primer Concilio de Calcedonia de 451 y se conservó durante varios siglos en la abadía de San Columbano de Bobbio. Por razones que se desconocen, el palimpsesto fue desmembrado alrededor del año 1600 sin que se tuviera conocimiento de su contenido hasta que, en 1815, el futuro cardenal Angelo Mai descubrió en la biblioteca Ambrosiana de Milán las primeras 282 páginas (Ambrosianus E 147). Mai descifró el texto subyacente de las cartas de Frontón y publicó inmediatamente una primera edición un tanto apresurada, que completó en 1823 después de localizar en 1819 otras 106 páginas en la Biblioteca Vaticana (Vaticanus Latinus 5750). En 1867 el filólogo alemán S. A. Naber publicó una nueva edición que se consideró la más autorizada hasta la de Michael P.J. van den Hout de 1954. Bernhard Bischoff publicó además en 1958 fragmentos de una carta dirigida a Lucio Vero contenidas en el códice Parisinus Latinus 12161 de la Biblioteca Nacional de París. Se calcula que el manuscrito original tenía 680 páginas, de las cuales solo se han recuperado 388 entre Milán y Roma, lo que significa que se han perdido cerca de la mitad de las cartas que contenía. Además, y como era corriente en la época, Mai utilizó reactivos químicos para hacer resaltar el texto y poderlo leer, lo que acaba deteriorando o destruyendo las partes afectadas de los manuscritos; en consecuencia, los editores posteriores han tenido que recurrir a conjeturas más o menos razonables, o bien simplemente fiarse de las interpretaciones originales de Mai para fijar el texto de los pasajes hoy destruidos. Como resultado de todo este proceso sobreviven, aunque no todas completas, unas doscientas cartas enviadas o recibidas por Frontón.
Las cartas, que probablemente pasaron al patrimonio de Cratia y Gayo Aufidio Victorino, no estaban pensadas para ser publicadas y, aunque algunas tuvieron cierta difusión y fueron leídas por más personas además de sus destinatarios, no fueron copiadas hasta el siglo IV, cuando se tiene constancia del primer autor que parece haberlas leído: el retórico latino Nazario. El conjunto contiene la correspondencia entre Frontón y Antonino Pío, Marco Aurelio, Lucio Vero, Domicia Lucila, su yerno Aufidio Victorino, además de otros amigos y personajes importantes de la época. La mayoría de las cartas están escritas en latín, con excepción de unos pocos ejemplos en que se emplea el griego.
En las cartas el carácter de los alumnos de Frontón aparece bajo una luz muy favorable, especialmente en el afecto que ambos parecen conservar por su antiguo maestro. También subsisten cartas a amigos, especialmente cartas de recomendación, y tratados sobre la elocuencia, algunos fragmentos históricos y bagatelas sobre temas como la alabanza al humo y el polvo, la negligencia, y una disertación sobre Arión de Lesbos. Su principal mérito consiste en haber preservado extractos de escritores antiguos que de otra manera se hubieran perdido.